# Poletajewo (obwód czelabiński)
Poletajewo (ros. Полетаево) – osiedle w Rosji, w obwodzie czelabińskim, w rejonie sosnowskim. W 2010 liczyło 6500 mieszkańców.